# Третій канал Польського радіо

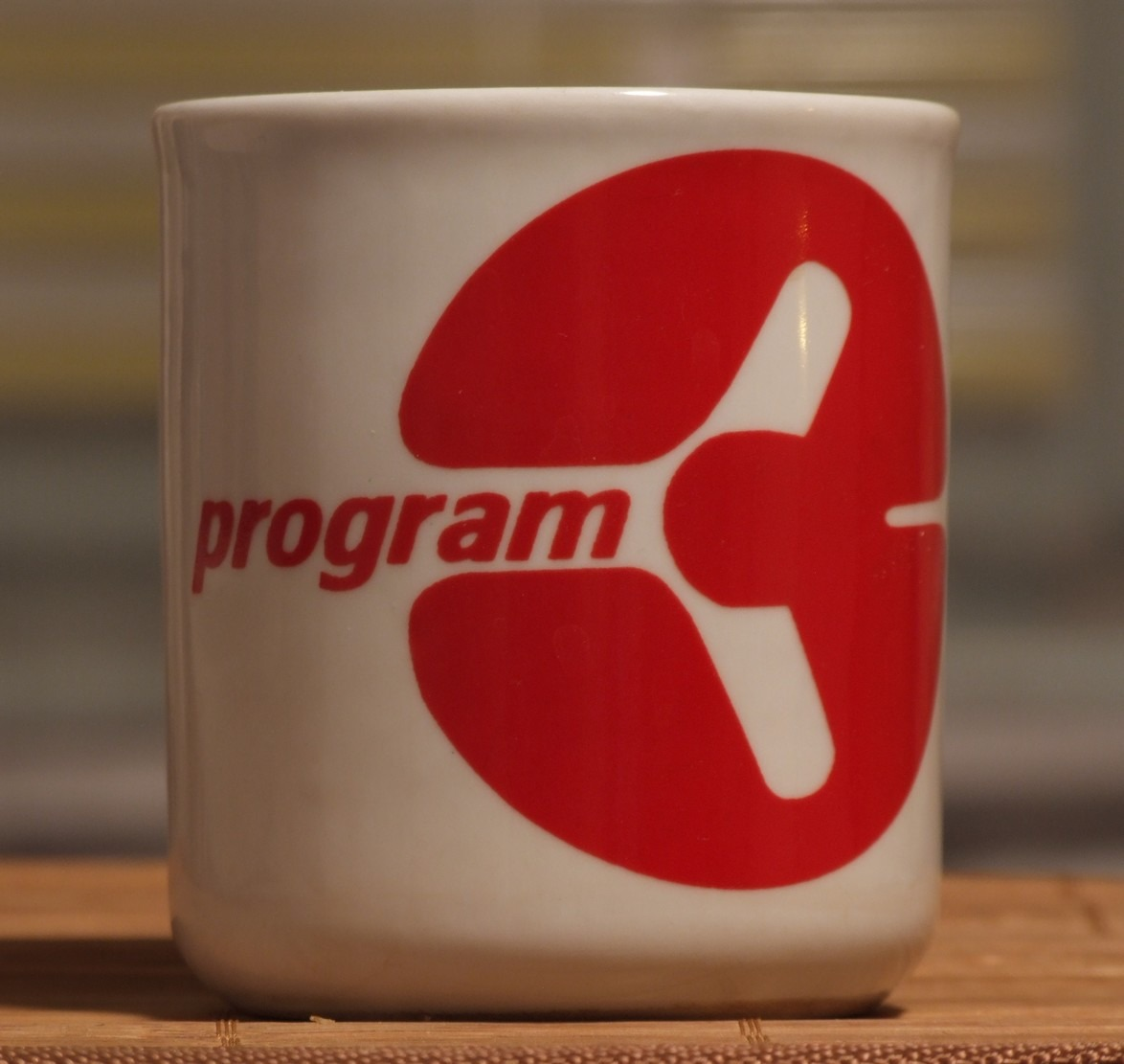
горнятко з лоґотипом радіостанції «Trójka»

Третій канал Польського радіо (PR3, Trójka) — загальнопольська, цілодобова, громадська польська радіостанція, яка є частиною польського громадського радіо (Polskie Radio). Радіостанція розпочала регулярне мовлення 1 квітня 1962 року

## Про радіостанцію
Радіостанція має музично-розважальний характер. Важливою складовою станції є публіцистичні програми на політичні, суспільні та культурні теми. Сталими елементами розкладу радіостанції є радіо-п'єси, радіо-кабаре, гумористичні програми та читання аудіокниг у серіях.
Із самого початку існування радіостанції у її ефірі є присутніми майже всі музичні стилі: рок, рок-н-ролл, геві-метал, поп, блюз, джаз, кантрі, фольк, гауз, чіл-аут, реґі, rhythm and blues, гіп-гоп, альтернативна музика, електронна музика, клубна музика, латиноамериканська музика, музика фільмова, класична (включно з оперою), поезія.
Програми популярної «Трійки» (Такою є скорочена назва цієї радіостанції) це майже виключно авторські радіопрограми, які готують найвідоміші особистості польської радіофонії. Автори самі вирішують яку музику презентувати та у якій формі її презентувати.
«Трійка» вже багато років організує благодійні акції, серед них святкові благодійні аукціони на яких з молотка йдуть предемети, які належать відомим людям — політикам, музикантам, спортсменам.
Третій канал Польського радіо також є відомим видавцем музичних альбомів. Радіостанція, зокрема, видає альбоми молодих польських виконавців, що вважається найкращою рекомендацією якості видання — «Знаком якості» («Trójkowy Znak Jakości»)

## Найвідоміші програми радіостанції
Кожна з програм радіостанції має чимало прихильників як у Польщі, так і за її межами. Радіостанція однією із перших у Польщі почала використовувати інтернет у спілкуванні з радіослухачами, — спочатку через електронну пошту, а віднедавна також через соціальні мережі.
Деякі з радіопрограм є рекордсменами Польщі та Європи щодо тривалості безперевного перебування в ефірі. Так, зокрема програма «Minimax» виходить у ефірі радіо із 28 січня 1968 року. її автором є Пйотр Качковський (Piotr Kaczkowski) — одна з найвидатніших постатей польської радіофонії. Саме на музиці презентованій цим ведучим виросли вже декілька поколінь поляків. Через те, що пан Качковський презентував західну музику та незалежну музику в ефірі радіо, — у комуністичній Польщі, він неодноразово мав попередження та конфлікти із польською комуністичню владою.
Ще рекордною програмою в ефірі Третього каналу Польського Радіо є її хіт парад (Lista Przebojów Trójki), який виходить в ефір безперервно із 24 квітня 1984 року.
За час існування радіостанції авторами було створено десятки радіопрограм, які увійшли в історію польського радіо і були улюбленими для мільйонів слухачів.
Найвідомішими програмами радіостанції які виходять зараз в ефірі є:
- Lista Przebojów Programu Trzeciego (Marek Niedźwiecki, Piotr Baron)
- Minimax (Piotr Kaczkowski, obecnie Leszek Adamczyk) — в ефірі від 1968
- W tonacji Trójki (Piotr Stelmach, Wojciech Mann, Anna Gacek, Piotr Kaczkowski, Marek Niedźwiecki, Michał Margański)
- Zapraszamy do Trójki — wydanie poranne (Krystian Hanke, Marcin Łukawski, Wojciech Mann — в ефірі від 1974
- Zapraszamy do Trójki — wydanie popołudniowe (Robert Kantereit, Jakub Strzyczkowski) — в ефірі від 1974"

Багато відомих журналістів, письменників Польщі починали свою кар'єру на Третьому каналі Польського Радіо.